# 廢物徵費
廢物徵費，又稱垃圾徵費，是針對都市固體廢物而作出的收費，用以補償廢物收集及廢物處理的成本，同時鼓勵減少製造廢物，配合污染者自付原則。
廢物徵費在各大城市均有推行，當中大多數按量收費。但有些地方是隨地稅、差餉或水費徵收，而沒有另立收費。

## 概要
垃圾費隨袋徵收，是城市管理單位在清運垃圾實務上所提出的一項政策。

## 歷史
- 1995年1月，韓國全國實施垃圾隨袋徵收，民眾必須將垃圾裝入預繳的垃圾袋中。
- 2000年7月1日，中華民國台北市政府實施此政策，已獲得可觀的垃圾減量成果。
- 2011年1月1日，中華民國新北市政府實施此政策，已獲得可觀的垃圾減量成果。
- 2015年1月6日起，中華人民共和國北京市人民政府同意試行，北京垃圾袋实名制垃圾费随袋征收，有效期三年。
- 2021年8月26日，香港立法會三讀通過都市固體廢物收費修訂條例草案，設立以18個月為基礎的準備期落實垃圾徵費[1][2]。惟特區政府對廢物分類及回收等未做好準備[3]，並引起香港垃圾徵費爭議，政府曾三度押後該計劃，未有實施日期。